# نهر أبسلي

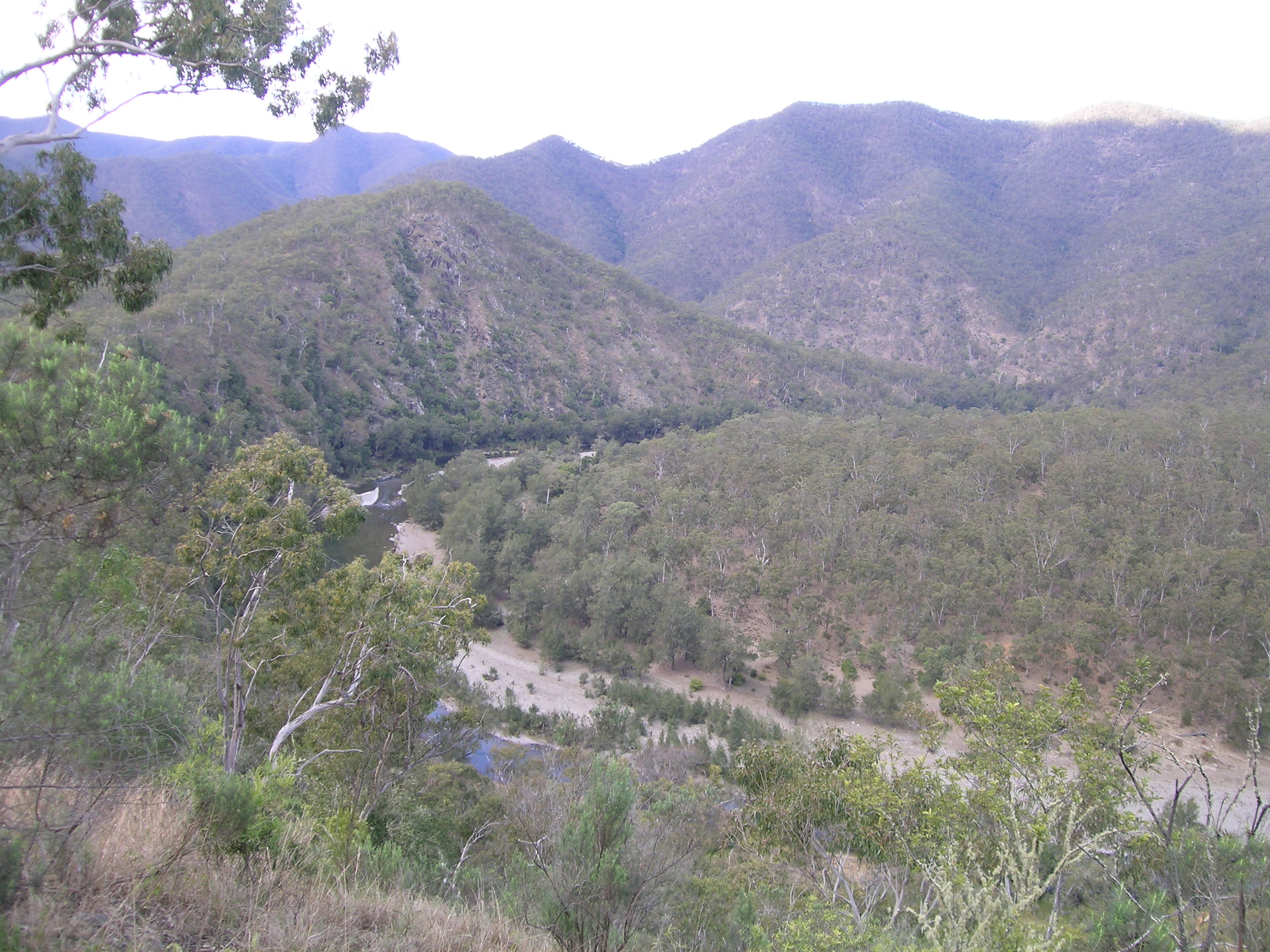
نهر أبسلي

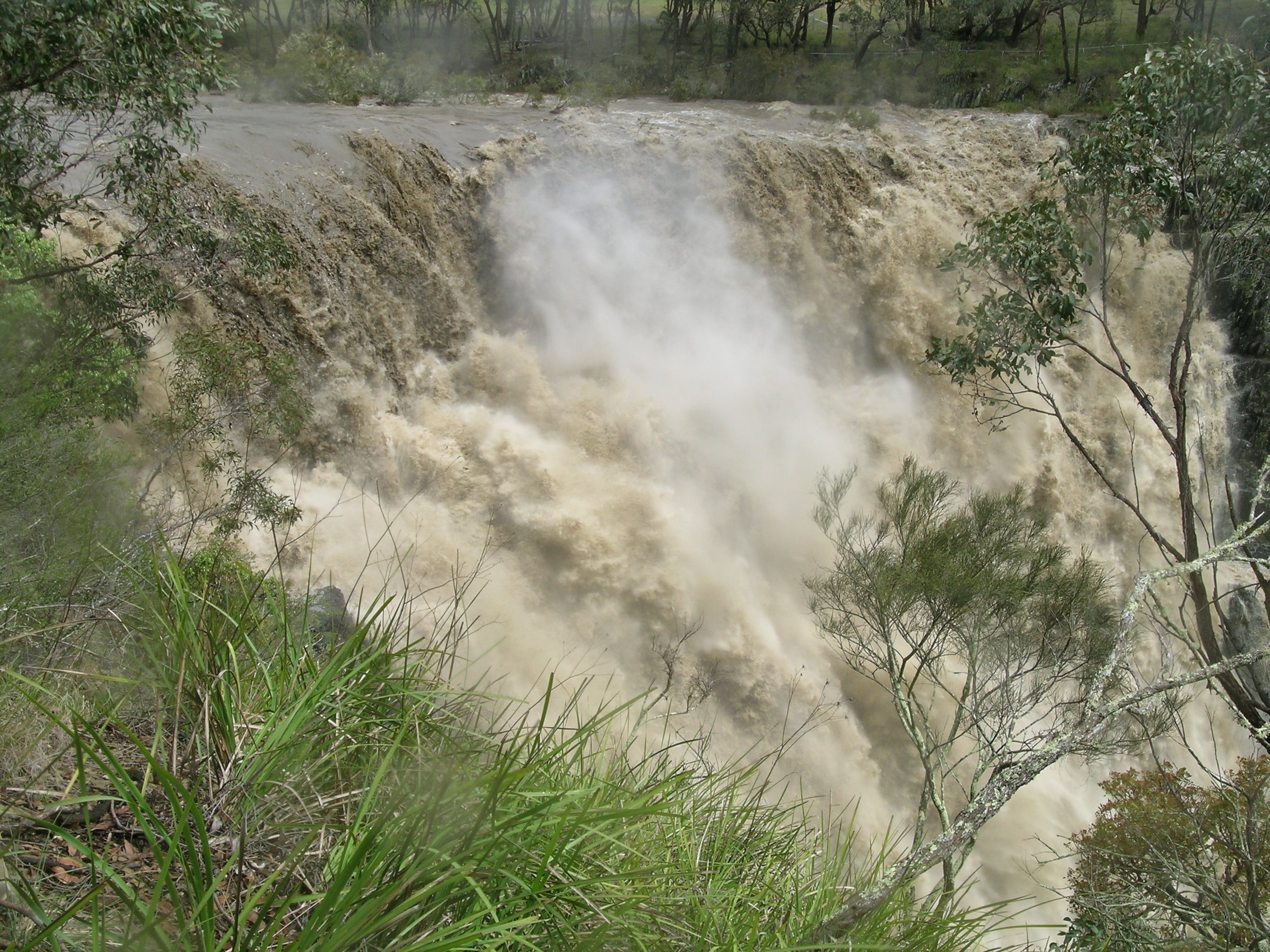
شلالات أبسلي خلال الفيضان

نهر أبسلي- نيوساوث ويلز نهر أبسلي (بالإنجليزية: Apsley River) هو نهر يوجد في أعلى سهول مقاطعة نيوساوث ويلز, أستراليا، هذا وينبع النهر من منطقة مرتفعة 1210 متر، تبعد 11 كم إلى الغرب من تيا، وتقريباً 29 كم إلى الجنوب من والكا في مقاطعة نيوساوث ويلز، يبلغ طول النهر 168 كم.
الروافد الرئيسية لنهر لأبسلي هي: جدول بيرغن أوب زوم، خور بروكماونت، نهير دوغ تراب، وجدول دورافيل، كريك إيمو، والمجرى الأخضر، وخور مينيس، خور بلدي بيغيني، خور ولاية أوهايو، وخور بيترز، وخور روليس، وخور روسدينس، وستوني كريك، وخور تيتري، وخور تيارا، ونهر تيا، وخور ترينيداد، وخور يلسون، ونهر ياروويتش.